# Jan Mateusz Gacek
Jan Mateusz Gacek (ur. 15 stycznia 1952 r. w Bystrzycy Kłodzkiej) – polski duchowny katolicki, Honorowy Obywatel Miasta Legnicy, wieloletni proboszcz parafii Najświętszego Serca Pana Jezusa w Legnicy, organizator wielu wydarzeń prospołecznych i charytatywnych, założyciel stołówki charytatywnej w Legnicy, społecznik, za swoją pracę otrzymał Nagrodę Miasta Legnicy, Odznakę „Zasłużony dla Kultury Polskiej”,  Nagrodę „Super Expressu” „Komu skrzydła, komu rogi”. Wyróżniony tytułami: „Przyjaciel Dzieci” i „Przyjaciel Osób Niepełnosprawnych”.

## Życiorys
Urodził się 15 stycznia 1952 r. w Bystrzycy Kłodzkiej jako syn Józefa i Bronisławy z domu Syposz. Rodzice jego odznaczali się głęboką pobożnością. Dom rodzinny był dla niego drogą do kapłaństwa. Po otrzymaniu świadectwa dojrzałości postanowił wybrać życie w stanie kapłańskim. Został przyjęty do Wyższego Seminarium Duchownego we Wrocławiu. Po skończeniu studiów otrzymał sakrament święceń 21 maja 1977 r. rąk kard. Henryka Gulbinowicza w Katedrze Wrocławskiej. Po święceniach został skierowany do parafii Niepokalanego Poczęcia NMP w Wałbrzychu. W latach 1980–1988 pełnił posługę duszpasterską w parafii św. Ap. Piotra i Pawła w Legnicy. W latach 1988–1990 r. był proboszczem parafii Matki Bożej Częstochowskiej w Legnicy. W 1990 r. został proboszczem parafii Najświętszego Serca Pana Jezusa w Legnicy z zadaniem zorganizowania struktur duszpasterskich budowy kościoła i domu parafialnego.
Założyciel Międzyparafialnej Stołówki Charytatywnej w Legnicy. Inicjator powstania wielu lokalnych stowarzyszeń i organizacji, które dziś z powodzeniem prowadzą działalność na rzecz legniczan. Organizator wielu festynów, imprez sportowych i wydarzenia o charakterze charytatywnym.  Od 2016 r. organizuje, przy wsparciu miasta, Wigilię Legniczan od Serca odbywającą się w Rynku przed Świętami Bożego Narodzenia. Kapelanem Związku Emerytów i Rencistów Pożarnictwa w Legnicy oraz kapelan Naczelnej Organizacji Technicznej w Legnicy. Za swoją działalność otrzymał tytuł Honorowego Obywatela Miasta Legnica.